# Các tiểu bang Trung Tây Bắc

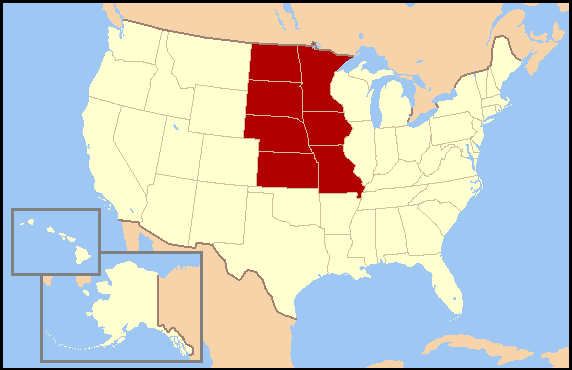

Các tiểu bang Trung Tây Bắc (tiếng Anh: West North Central States) hình thành một trong chín phân vùng địa lý của Hoa Kỳ, được Cục điều tra dân số Hoa Kỳ chính thức công nhận.
Phân vùng này gồm có bảy tiểu bang sau đây: Iowa, Kansas, Minnesota, Missouri, Nebraska, Bắc Dakota và Nam Dakota. Nó chiếm phân nửa phía tây vùng rộng lớn hơn có tên Vùng Trung Tây do Cục điều tra dân số Hoa Kỳ ấn định. Phần nữa phía đông của vùng rộng lớn bao gồm các tiểu bang Trung Đông Bắc] là Illinois, Indiana, Michigan, Ohio và Wisconsin. Sông Mississippi lập thành phần lớn ranh giới giữa hai phân vùng này.
Trong khi các tiểu bang Trung Đông Bắc được xem là đồng nghĩa với vùng vành đai công nghiệp]] (rust belt) bởi đa số người Mỹ thì các tiểu bang Trung Tây Bắc được xem là nơi hình thành "Vành đai nông nghiệp" (farm belt) của quốc gia.  Gần như tất cả lãnh thổ nằm trong phân vùng Trung Tây Bắc nằm lọt vào bên trong khu vực mà Joel Garreau gọi là "giỏ bánh mì" trong cuốn sách năm 1981 của ông có tựa đề The Nine Nations of North America (9 quốc gia Bắc Mỹ). Còn James Patterson và Peter Kim gán nhãn cho phân vùng này là vựa ngũ cốc (granary) trong các tác phẩm tương tựa của họ là The Day America Told The Truth, có nghĩa là "Ngày mà nước Mỹ đã nói thật". Tên gọi khác phổ biến để chỉ phân vùng này là "Vùng đất trung tâm nông nghiệp" (Agricultural Heartland hay đơn giản là Heartland.)
Trong đầu thập niên 1990, phân vùng Trung Tây Bắc luôn có tỉ lệ thất nghiệp cao tại Hoa Kỳ (đặc biệt là trong các thị trấn đại học của nó) và cũng được ghi nhận là có nhiều nhà cửa giá phải chăng.
Tính đến năm 2000, Các tiểu bang Trung Tây Bắc có dân số tổng cộng là 19.237.739. Con số này được ước tính tăng 3% đến 19.815.497 vào năm 2005. Phân vùng Trung Tây Bắc bao phủ một diện tích 507.913 dặm vuông Anh (1.315.489 km2) và mật độ dân số là 37,88 người một dặm vuông.